# Végzetes vonzerő (televíziós sorozat)
A Végzetes vonzerő (eredeti cím: Fatal Attraction) egy 2023-as amerikai erotikus pszichothriller minisorozat, amelyet Alexandra Cunningham és Kevin J. Hynes alkotott. Az 1987-es, James Dearden által írt azonos című film alapján készül.
Az Egyesült Államokban 2023. április 30-a 2023. május 28-a között sugározta a Paramount+, míg Magyarországon 2023. május 22-én mutatta be a SkyShowtime.

## Szereplők

### Főszereplők
- Joshua Jackson mint Dan Gallagher
- Lizzy Caplan mint Alex Forrest
- Amanda Peet mint Beth Gallagher
- Toby Huss mint Mike Gerard
- Brian Goodman mint Arthur Tomlinson
- Alyssa Jirrels mint Ellen Gallagher
- Reno Wilson mint Det. Earl Booker

### Visszatérő szereplők
- John Getz mint Warren
- Jessica Harper mint Sophie
- Toks Olagundoye mint Conchita Lewis
- Vivien Lyra Blair mint Ellen fiatalon
- Wanda De Jesus mint Marcella Levya
- Terri Hoyos mint Beatrice
- Christina Kirk mint Angela
- David Meunier mint Richard Macksey
- Walter Perez mint Jorge Perez
- Tiago Roberts mint Gabriel Ibarra
- David Sullivan mint Frank Gallardo
- Dee Wallace mint Emma Rauch
- Isabella Briggs mint Stella
- Cliff Chamberlain mint Stanley Forrest
- Michelle Twarowska mint Olena Kuzma
- Josh Zuckerman mint Paul
- Gary Perez mint Rolando Cabral

## Epizódok
| #  | Cím                                        | Rendező              | Író                                               | Premier                           |
| -- | ------------------------------------------ | -------------------- | ------------------------------------------------- | --------------------------------- |
| 1. | Bevezetés (Pilot)                          | Silver Tree          | Alexandra Cunningham és James Dearden             | 2023. április 30. 2023. május 22. |
| 2. | A film a fejedben (The Movie in Your Mind) | Silver Tree          | Alexandra Cunningham és James Dearden             | 2023. április 30. 2023. május 22. |
| 3. | Az éber szív (The Watchful Heart)          | Silver Tree          | Stacy A. Littlejohn                               | 2023. április 30. 2023. május 22. |
| 4. | Gyönyörű mozaikok (Beautiful Mosaics)      | Alexandra Cunningham | Katherine B. McKenna                              | 2023. május 7. 2023. május 25.    |
| 5. | A titokzatos nő (Medial Woman)             | Alexandra Cunningham | Kevin J. Hynes, Tandace Khorrami és James Dearden | 2023. május 14. 2023. június 1.   |
| 6. | The Dillingers                             | Silver Tree          | Luke Groneman és Michael Cruz                     | 2023. május 21. 2023. június 8.   |
| 7. | Best Friends                               | Pete Chatmon         | Kevin J. Hynes                                    | 2023. május 28. 2023. június 15.  |
| 8. | Caregiving                                 | Silver Tree          | Alexandra Cunningham                              | 2023. május 28. 2023. június 22.  |